# Zakhia
Zakhia is een letterspel gebaseerd op het kruiswoordraadsel.
Het spel werd ontworpen door een Libanese arts, Frédéric Zakhia (1908-1992) en gepubliceerd in Frankrijk in 1982.
Zakhia is zowel een letter- als een kennisspel. In tegenstelling tot de meeste letterspelen mogen eigennamen worden gebruikt en zijn ze zelfs aangeraden om te winnen. Bij sommige vakjes mogen de punten vermenigvuldigd worden als het gevormde woord overeenkomt met het thema van het vakje. Zowel de soortnamen als de eigennamen moeten in het woordenboek voorkomen dat door de spelers gekozen werd. Dit spel bestaat eveneens in het Arabisch.
In 1973 had de auteur Zakhia gepubliceerd, een woordenboek voor kruiswoordraadsels en het Scrabble-spel (Editions du Rocher), dat werd heruitgegeven in 1982 en later in 1991.